# Josef Hirsch Dunner
Josef (Joseph) Hirsch Dunner (Yosef Tzvi Halevi Dunner) (4 janvier 1913, Cologne, province de Rhénanie-1er avril 2007, Londres, Royaume-Uni) est un rabbin orthodoxe (haredi) anglais, d'origine allemande. C'est un ancien élève du Séminaire rabbinique Hildesheimer de Berlin.  Il est un des derniers rabbins allemands orthodoxes à recevoir son diplôme de rabbin avant la Shoah. Il est le grand-rabbin de la province de Prusse-Orientale, à Königsberg avant la Seconde Guerre mondiale, puis il s'établit à Londres.

## Biographie
Josef Hirsch Dunner est né et grandit à Cologne, province de Rhénanie, le 4 janvier 1913,.
Il est nommé Josef Zvi Hirsch Dunner, comme son grand-oncle, le grand rabbin des Pays-Bas, Joseph Zvi Hirsch Dinner Dünner (11 janvier 1833, Cracovie-13 octobre 1911, Amsterdam).

### Séminaire rabbinique Hildesheimer de Berlin
Josef Hirsch Dunner fait ses études rabbiniques au Séminaire rabbinique Hildesheimer de Berlin, sous la direction du rabbin  Yechiel Yaakov Weinberg.  Il est un des derniers rabbins allemands orthodoxes à recevoir son diplôme de rabbin avant la Shoah, en 1936.

### Grand-rabbin de Prusse-Orientale
En 1936, il devient Grand-rabbin de la province de Prusse-Orientale, avec siège à Königsberg.
Il se marie en 1937 avec Ida Freyhan.
Il est arrêté lors des pogroms des 9 et 10 novembre 1938 (événements connus sous le nom de « nuit de Cristal. Il n'est pas déporté à Dachau, comme d'autres dirigeants des communautés juives car la Prusse-Orientale était séparée du Reich allemand par la Pologne, qui refuse des prisonniers politiques traversent son territoire. 
Son épouse contacte le rabbin Solomon Schonfeld, gendre du Grand rabbin de l'Empire Britannique J. H. Hertz, qui procure un visa pour se rendre au Royaume-Uni pour Josef Hirsch Dunne.